# 太平工材
太平工材株式会社（たいへいこうざい）は兵庫県姫路市に本社を置くステンレス・アルミニウムの専門商社。

## 概要
1976年創立。
兵庫県西部と京都府北部を地盤とする地域密着型の中堅金属商社。
本社は兵庫県姫路市飾磨区細江1210番地1。
福知山営業所（京都府福知山市）、トドロキ工場・えがお工場（兵庫県姫路市）がある。
関連会社に太平金属株式会社（兵庫県多可郡多可町）がある。
代表取締役は前鶴 靖。社員79名。